# Улица Жечева
У́лица Же́чева — улица в Первомайском районе Ижевска. Направлена с юга на север, проходит от Железнодорожного переулка до улицы Василия Чугуевского, протяжённость — 1,48 км. Пересекает Ботенёвский и Ястребовский переулки. Улица имеет частную застройку. Нумерация домов ведётся от Железнодорожного переулка.

## История
Первое упоминание этой улицы в документе относится к 1868 году, тогда она носила название Потерянная. Такое название она получила из-за того, что, дойдя до Сенной площади, она как будто терялась и дальше на север уже не продолжалась. 16 октября 1937 года была переименована в Промышленную улицу, а 7 марта 1938 года решением исполкома райсовета получила нынешнее название. Названа в честь Василия Жечева — председателя Исполкома Ижевска, погибшего в 1918 году.

## Транспорт
- к началу улицы — автобус № 15, 15к (ост. Воткинская линия)
- к концу улицы — автобусы № 15, 15к, 19, 22, 39, маршрутное такси № 49 (ост. Ул. Карла Маркса)